# 강영만
강영만(Young Man Kang, 1966년 4월 6일 ~ )은 미국에 거주하는 한국인 영화감독이다. 서산시에서 태어났다. 1993년 홍익대학교 미술대학 졸업 후 1994년 미국으로 건너갔다.
2000년 9월 《큐피드의 실수》(Cupid's Mistake)로 감독 데뷔했고 미국 극장 개봉으로 최저예산 제작 기네스북 기록을 만들기도 했다. 《퍼스트 테스트먼트》(1st Testament: CIA Vengeance), 《아이티 노예 어린이들》(Haitian Slave Children) 등을 연출하였다.
2002년 미국내 아시안 마사지 팔러를 그린 《비누 아가씨》(Soap Girl)는 빅베어 국제 영화제 청중상을 받았고 미국 극장에 개봉되었으며, 2005년 광주국제영화제에 초청되었다. 2005년 《라스트 이브》(The Last Eve)는 뉴욕 영화제 베스트 액션영화상을 수상했다. 한국농수산식품유통공사가 지원한 《김치전사》라는 애니메이션을 제작한 것으로 잘 알려져 있다.
Young Man Kang 감독은 2015년 부터 2022년까지 국제 웹드라마 영화제 서울 웹페스트 집행 위원장을 역임하였으며, 2022년 부터 현재까지 LA 웹페스트 집행 위원장을 맡고 있다. 현재 영화 《Prayer》 인터내셔널 시리즈를 진행 중이며, 영화 《Prayer》 인터내셔널 시리즈는 세계 각국에서 총 23개의 에피소드를 완성하였다.
- Episode 1. Prayer Istanbul
- Episode 2. Prayer Rome
- Episode 3. Prayer Seoul
- Episode 4. Prayer Los Angeles
- Episode 5. Prayer Frankfurt
- Episode 6. Prayer Tokyo
- Episode 7. Prayer Honolulu
- Episode 8. Prayer Lima
- Episode 9. Prayer Cusco
- Episode 10. Prayer Toronto
- Episode 11. Prayer Vancouver
- Episode 12. Prayer Rio de Janeiro
- Episode 13. Prayer San Salvador
- Episode 14. Prayer Atlanta
- Episode 15. Prayer Wetzlar
- Episode 16. Prayer Panama
- Episode 17. Prayer Marseille
- Episode 18. Prayer Petrópolis
- Episode 19. Prayer On The Border
- Episode 20. Prayer Montreal
- Episode 21. Prayer Monterrey
- Episode 22. Prayer Hollywood
- Episode 23. Prayer Cologne

영화 《Prayer》 인터내셔널 시리즈는 현재 해외 여러 영화제에서 러브콜을 계속 받고 있는 가운데 Panama 버전이 이탈리아 로마 국제 영화제 Festival Tulipani di Seta Nera 2025에서 최우수 음악상을 수상하였으며, British Web Awards 2024에서 Best Vertical Series 상과 Best Cinematography 상을 수상하였다. 브라질 Rio 버전은  Swedish  International Film Festival에서 여우 주연상을 수상하였다. Atlanta 버전은 Picasso International Film Festival 2025에서 Best Smartphone Short Film 상을 수상하였으며, Swedish  International Film Festival에서 남우 주연상을 수상하였다. 독일 프랑크푸르트 버전은 인도 Diamond Bell International Film Festival에서 심사위원 특별상을 수상한데 이어 Barcelona Indie Awards에서 Best Mobile phone Shoot 상을 수상하였으며, 인도 Tamizhagam International Film Festival에서 Best  Mobile Short Film 상을 수상하였고 페루 Series Web Awards2023 Lima, Peru에서 심사위원 특별상을 수상하였다. 캐나다 밴쿠버 버전은 인도 Diamond Bell International Film Festival과 Athvikvaruni International Film Festival에서 Best Mobile Film상을 수상하였으며, 토론토 버전은 인도 Diamond Bell International Film Festival에서  Best Mobile Short Film 상을 수상한데 이어 Rohip International Film Festival에서 심사위원 특별상을 수상하였다. 페루 Cusco 버전은 인도 Athvikvaruni International Film Festival에서 Best Mobile Short Film 상을 수상하였으며, Lima 버전은 Lift-Off Global Network Film Festival 2023에서 Audience Choice Award를 수상한데 이어 Diamond Bell International Film Festival과 Rohip International Film Festival 그리고 Sittannavasal International Film Festival에서 Best Mobile Short Film상을 수상하였다. 하와이 Honolulu 버전은 인도 Rohip International Film Festival과 Sittannavasal International Film Festival에서 Best Mobile Short Film 상을 수상하였다. 도쿄 버전은 Singapore International Short Film Festival 2023과 인도 Athvikvaruni International Film Festival에서 Best Mobile Short Film 상을 수상하였으며, LA 버전은 인도 Rohip International Film Festival 2023과 Bhutan International Short Film Festival 2023에서 심사위원 특별상을 수상하였다. 로마 버전은 인도 Diamond Bell International Film Festival에 공식 선정되어 특별상을 수상한데 이어 포르투갈 Lisbon Film Rendezvous finalist에 올랐다. 이스탄불 버전은 영국 Multi Dimension Independent Film Festival에서 최우수 단편영화상을 수상하였으며, 인도 Bollywood International Film Awards 2023에서 최고 작가상을 수상하였다. 서울 버전은 대만 International Short Film Festival과 인도 Rohip International Film Festival에서 심사위원상을 수상한데 이어 인도 Sittannavasal International Film Festival과 Athvikvaruni International Film Festival에서 Best Asian Short Film 상을 수상하였으며, 헝가리 Budapest Film Festival Honorable Mention에 선정되었다.

## 작품
1. 국경을 넘어서 Beyond the Border - 감독 2009
2. 아이티 거리 어린이들 Haitian Street Kids Revisited - 감독 2009
3. 김치전사 (김치 워리어, Kimchi Warrior) - 감독, 제작 2009
4. 매드 카우걸 Mad Cowgirl - 더티 호 (배우) 2006
5. 코리아 타운 Koreatown - 제작 2006
6. 라스트 이브 The Last Eve - 감독, 제작, 촬영 2005
7. 언틸 더 나잍 Until the Night - 리포터 (배우) 2004
8. 죽음의 계곡 일기 Death Valley Diary - 감독, 제작 2003
9. 비누 아가씨 Soap Girl - 감독, 편집 2002
10. 죽음의 다섯 손가락 Secret of the Five Fingers - 촬영 2002
11. 큐피드의 실수 Cupid's Mistake - 감독, 제작, 시나리오	 2001
12. 퍼스트 테스트먼트 1st Testament CIA Vengeance - 감독, 제작 	 2001
13. 아메리카 아름답다 America So Beautiful - 스토리보드 아티스트	 2001
14. 아이티 노예 어린이들 Haitian Slave Children (다큐멘터리) - 감독, 촬영,편집 2001
15. 한국의 이미지 Images of Korea (short) - 감독 2000
16. 욕망 엘에이 Desire L.A. (short) - 감독, 제작 2000
17. 로켓 레드 글레어 Rocket's Red Glare - 스토리보드 아티스트 2000
18. 화장실교육 Toilet Lesson (short) - 감독, 제작 2000
19. 마오게임 The Mao Game - 스토리보드 아티스트 1999
20. 해바리기의 죽음 Death of Sunflower - 감독 1999

### 출연
- KBS 한민족 리포트. 서산촌놈 강영만 할리우드 가다 (Young Man Kang Goes to Hollywood) (다큐멘터리, 2004)

## 수상
- 2001년	 "아이티 노예 어린이들" 휴스톤 영화제 은상
- 2001년 "아이티 노예 어린이들" 자메리칸 영화제 베스트 다큐
- 2002년	 "퍼스트 테스트먼트" 뉴욕 B 무비 영화제 특별상
- 2002년	 "퍼스트 테스트먼트" 뉴욕 B 무비 영화제 킬러 B 어워드
- 2003년 "비누 아가씨" 빅베어 영화제 관객상
- 2005년 "라스트 이브" 뉴욕 국제 독립 영화제 최우수 액션 영화상
- 2006년 "라스트 이브" 뉴욕 B 무비 영화제 최우수 촬영상
- 2009년 "김치전사" 클리브랜드 코믹 영화제 파이널리스트 - 베스트 코믹 비디오

## 같이 보기
- 한국 영화